# Дордой (футбольный клуб)
«Дордой» (кирг. Дордой) — киргизский футбольный клуб, представляющий город Бишкек. Был основан в январе 1997 году. Первый тренер команды Мурат Дуйшеналиев. С 2000 года представлял город Нарын и с 2004 года носил название «Дордой-Динамо». В начале 2010 года был перемещён в Бишкек. Один из самых титулованных и сильнейших клубов Кыргызстана.
13-кратный чемпион Кыргызстана, 10-кратный обладатель Кубка Кыргызстана, 2-кратный победитель Кубка Президента АФК (2006, 2007), 6-кратный обладатель Суперкубка Кыргызстана.

## Прежние названия
- 1997 — «Дордой» Нарын
- 1998 — «Дордой-Жаштык»-СКИФ Бишкек
- 1999—2004 — «Дордой» Нарын
- 2004—2010 — «Дордой-Динамо» Нарын
- с 2010 — «Дордой» Бишкек

## История

### Ранний период
Клуб был основан в 1997 году бизнесменом Аскаром Салымбековым. В первый состав команды вошли игроки юношеского клуба «Семетей» из Бишкека под руководством тренера Мурат Дуйшеналиева.
Первый матч был сыгран 3 марта против «Алги»-ПВО, которая впоследствии стала серебряным призёром чемпионата. Выступление в профессиональных соревнованиях «Дордой» начал с Первой лиги. В дебютном сезоне-1997 он смог занять лишь 8-е место.
В 1998 году «Дордой» объединился с командой Института физической культуры и стал называться «Дордой-Жаштык»-СКИФ. В Первой лиге-1998 выступали 12 команд. По итогам сезона нарынчане заняли третье место, уступив лишь клубам «Динамо-Азия-Караван» и КРЛ «Динамо».
Однако они отказались бороться за место в Высшей лиге, и поэтому стыковые матчи играл «Дордой». По их итогам нарынчане перешли в Премьер-лигу. В этом же сезоне клуб должен был дебютировать в Кубке Кыргызстана матчем 1/16 финала против бишкекского «Динамо-Азия-Караван», однако «Дордой» отказался от участия в турнире.
Сезон 1999 года стал дебютным для команды в Премьер-лиге. Она заняла 5-е место, отстав от бронзовых призёров «Жаштык-Ак-Алтыны» и «Полёта» на 14 очков.
В том же сезоне «Дордой», наконец, дебютировал в Кубке Кыргызстана. В 1/32 финала нарынчане встретились с ФК «Энесай» и обыграли его со счётом 5:2. «Динамо-Аэропорт» снялся с соревнований, и Дордой прошёл в 1/8 финала за счёт технической победы.
В 2000 году по итогам чемпионата «Дордой» занял 6-е место, а чемпионом стал столичный СКА-ПВО. Состав команды пополнился самым результативным футболистом Кыргызстана 1992—2006 годовЗамирбеком Жумагуловым. Позже он стал одним из тренеров команды. Из Кубка Кыргызстана «Дордой» выбыл на первой же стадии — в 1/8 финала, проиграв «Динамо» из Бишкека со счётом 0:3.
В 2001 году состав «Дордоя» пополнил защитник Руслан Сыдыков, который на протяжении последних лет являлся бессменным капитаном команды. В этом сезоне клуб впервые завоевал бронзовые медали. Свой успех он повторил в двух последующих чемпионатах — 2002 и 2003 годов.

### Первые победы
В 2004 году «Дордой» был переименован в «Дордой-Динамо». Пост главного тренера занял Борис Подкорытов, который пополнил команду несколькими опытными футболистами, которые в то время были лучшими игроками сборной.
«Дордой» впервые в своей истории выиграл чемпионат, на 5 очков опередив главного противника — «СКА-Шоро». Лучшим бомбардиром лиги стал Замирбек Жумагулов, забивший 28 голов.
В финале Кубка Кыргызстана «Дордой» со счётом 1:0 обыграл «Жаштык-Ак-Алтын», впервые в истории завоевав этот трофей. Единственный гол в матче забил Марлен Касымов.
Перед началом сезона-2005 команду покинул Борис Подкорытов, а его место занял Михаил Тягусов, занимавший этот пост ранее. Исход сезона решал «золотой матч» с «Шоро-СКА». Победитель не выявился ни в основное, ни в дополнительное время, и судьбу матча решала серия пенальти. По их итогам со счётом 4:2 победу одержал «Дордой» и во второй раз подряд завоевал чемпионский титул.
В финале Кубка Кыргызстана-2005 «Дордой» вновь обыграл «Жаштык-Ак-Алтын» со счётом 1:0 и также во второй раз кряду получил этот трофей. Автором гола стал Сергей Чикишев.
Сезон-2006 «Дордой» провёл всего лишь с одним поражением. Однако, как и в прошлом году, чемпионство было разыграно в «золотом матче». Но теперь соперником нарынчан стал кантский «Абдыш-Ата». В этом поединке со счётом 4:0 победил «Дордой-Динамо».
В сезоне-2007 «Дордой» вновь выиграл чемпионат, при этом оторвавшись от «Абдыш-Аты» уже на 9 очков. Однако в Кубке страны на стадии 1/4 финала клуб уступил своему главному сопернику, проиграв оба матча с минимальным счётом 0:1.

### Новейшая история
Новейшая история связана с приходом российского специалиста Сергея Дворянкова, проработавшего в клубе главным тренером с 2008 по 2013 годы. В 2008 году «Дордой-Динамо» опять становится чемпионом Кыргызстана, опередив «Абдыш-Ату». Завоевывала команда и Кубок Кыргызстана, вновь победив в финале «Жаштык-Ак-Алтын» из Кара-Суу.
В сезоне-2009 «Дордой-Динамо» в 6-й раз подряд стал чемпионом страны (позади снова оказалась «Абдыш-Ата»), однако в финале Кубка страны вместо «Дордоя» играли другие команды — «Абдыш-Ата» и «Алай».
2010 год начался для команды перебазировкой из Нарына в Бишкек. В чемпионате «Дордой» занял второе место, пропустив вперёд лишь «Нефтчи» (Кочкор-Ата). Однако в финале Кубка дордоевцы взяли реванш, разгромив нефтяников со счётом 3:0. Голами в том матче отметились Юрий Волос, Ильдар Амиров и Мирлан Мурзаев.
В 2011 году «Дордой» выиграл чемпионат, а вот в Кубке Кыргызстана-2011 клуб уступил в полуфинале кочкор-атинскому «Нефтчи» со счётом 1:2.
В 2012 году «Дордой» в 8-й раз стал чемпионом Кыргызстана. В финале Кубка с разгромным счётом 6:1 дордоевцы обыграли «Алгу» и в 6-й раз завоевали трофей.
В 2017 году команду возглавил на тот момент главный тренер сборной Кыргызстана Александр Крестинин, который проработал с «Дордоем» до 2021 года. Под управлением Крестинина клуб четыре раза становился чемпионом страны. После ухода Крестинина на протяжении двух сезонов сменилось сразу четыре тренера. С 2023 года команду принял тренер молодёжной сборной Кыргызстана Максим Лисицын. В июне 2024 года Лисицын возглавил сборную Кыргызстана, а главным тренером «Дордоя» был назначен Владимир Сало.

## Международные турниры

### Кубок президента АФК

#### 2005
Первый розыгрыш кубка президента АФК прошёл в 2005 году в Непале. Дордой получил право сыграть в нём, как чемпион Кыргызстана 2004 года. Всего в турнире принимало участие 8 клубов, ставших чемпионами своих стран. Они были разбиты на две группы — по четыре команды в каждой. «Дордой» попал в группу «Б» наряду с шри-ланкийским «Блю-Стар», пакистанским «УАПДА» и камбоджийским «Хэллоу Юнайтед». Все матчи кубка президента 2005 проходили на стадионах «Хэлчоук» и «Дашарат Рангасала» в Катманду. Первый матч «Дордой» 5 мая сыграл в роли номинального хозяина против «Хэллоу Юнайтед».> После первого тайма киргизский клуб уже имел заметное преимущество со счётом 5:1. А итоговый счёт матча был 6:1. Дважды отличились Марлен Касымов (24' и 43') и Андрей Краснов (25' и 39'). По одному голу на счету Сергея Чикишева (28') и Валерия Березовского (71'). Затем «Дордой» играл 7 мая против «Блю Стар» на поле стадиона «Дашарат Рангасала» и обыграл соперника с разгромным счётом 8:1 (5:1 после первого тайма). Заключительным матчем группового этапа стала игра против пакистанского клуба УАПДА. Его дордойцы проиграли со счётом 0:1. Ворота Владислава Волкова на 81-й минуте поразил Ариф Мехмуд. В полуфинал вышли «Дордой» и «Блю Стар».
В полуфинале соперником стал непальский клуб «Три Старз», занявший второе место в группе «А». Матч был сыгран 12 мая и закончился нулевой ничьей в основное время. Судьбу матча решали одиннадцатиметровые удары, в которых Дордой победил 4:3 и вышел в финал.
Финальный матч был 14 мая на стадионе «Дашрат Рангасала». «Дордой» встречался с командой из соседнего Таджикистана «Регар-ТадАЗ». После первого тайма «Дордой» 0:1. Однако к концу матча счёт был уже 0:3 в пользу таджикистанцев. «Дордой» занял второе место в первом розыгрыше кубка президента АФК. Главным тренером на турнире был Михаил Тягусов.

### Кубок АФК
В феврале 2015 года «Дордой» дебютировал в Кубке АФК с проигрыша туркменскому «Ахалу» (1:0).
В 2017 году «Дордой» благодаря победе в Кубке Кыргызстана получил право на участие в первом квалификационном раунде Кубка АФК. 31 января 2017 года «Дордой» на ст. им. А. Суюмбаева в г. Ош разошелся миром с туркменским клубом «Балкан» — 1:1. Неделю спустя в туркменском Балканабаде команда Руслана Сыдыкова одержала победу со счетом 2:1.
В следующем раунде турнира «Дордою» противостоял вице-чемпион Таджикистана — клуб «Хосилот». В Оше «Дордой» одержал победу (1:0), а на выезде в Душанбе была зафиксирована ничья (1:1). Благодаря этому успеху «Дордой» впервые в своей истории вышел в групповой раунд Кубка АФК. Однако по итогам которого занял в группе предпоследнее место.
Год спустя в 2018 году с приходом Александра Крестинина «Дордой» вновь завоевал Кубок Кыргызстана и получил право на участие в Кубке АФК. Но вылетел в первом же раунде турнира пропустив дальше туркменский «Ахал». 1:3 дома и 2:2 в Балканабаде.
В 2018 году команда оформила золотой дубль, завоевав и Кубок Кыргызстана и чемпионат Кыргызстана. Благодаря успеху в национальном первенстве «Дордой» получил право стартовать сразу с группового раунда. В первом туре в Бишкеке была зафиксирована ничья с туркменским «Алтын Асыр» (1:1).
Далее последовали сразу два поражения от таджикских клубов «Худжанд» (1:3) и «Истиклол» (1:4). Однако в следующем домашнем матче уступая в счете, «Дордой» вырвал победу у «Истиклола» (2:1).

## Достижения
- Чемпионат Кыргызстана
  -  Чемпион (13, рекорд): 2004, 2005, 2006, 2007, 2008, 2009, 2011, 2012, 2014, 2018, 2019, 2020, 2021
  -  Вице-чемпион (4): 2010, 2013, 2015, 2016.
  -  Третье место (5): 2001, 2002, 2003, 2017, 2023.
- Кубок Кыргызстана
  -  Победитель (10, рекорд): 2004, 2005, 2006, 2008, 2010, 2012, 2014, 2016, 2017, 2018.
- Суперкубок Кыргызстана
  -  Победитель (6) (рекорд): 2012, 2013, 2014, 2019, 2021, 2022
  -  Финалист (3): 2011, 2017, 2018.
- Кубок президента АФК
  -  Победитель (2): 2006, 2007.
  -  Финалист (4): 2005, 2008, 2009, 2010.
  - 3-4-е места (1): 2012.
- Кубок Ала-Тоо (международный турнир)
  -  Победитель (4): 2011, 2015, 2016, 2018.
- Кубок Ала-Тоо (турнир клубов Кыргызстана)
  -  Победитель (1): 2005.
- Кубок Исчиляр (Китай)
  -  Победитель (1): 2006.

## Основной состав
| №  |                  | Позиция | Имя                  |  |
| -- | ---------------- | ------- | -------------------- |  |
| 1  | Флаг Кыргызстана | Вр      | Султан Чомоев        |  |
| 5  | Флаг Кыргызстана | Защ     | Адилет Нурлан уулу   |  |
| 6  | Флаг Узбекистана | Защ     | Кемран Нажафалиев    |  |
| 7  | Флаг Кыргызстана | ПЗ      | Турсунали Рустамов   |  |
| 8  | Флаг Кыргызстана | ПЗ      | Ислам Шамшиев        |  |
| 9  | Флаг Сербии      | Нап     | Мирослав Маркович    |  |
| 10 | Флаг Кыргызстана | ПЗ      | Муролимжон Ахмедов   |  |
| 13 | Флаг Кыргызстана | Вр      | Артём Прядкин        |  |
| 14 | Флаг Кыргызстана | ПЗ      | Адиль Кадыржанов     |  |
| 17 | Флаг Кыргызстана | Защ     | Суйунтбек Мамыралиев |  |
| 18 | Флаг Кыргызстана | ПЗ      | Бектур Абдывалиев    |  |
| 19 | Флаг Кыргызстана | ПЗ      | Гулжигит Борубаев    |  |

| №  |                  | Позиция | Имя                |  |
| -- | ---------------- | ------- | ------------------ |  |
| 20 | Флаг Черногории  | Нап     | Данин Талович      |  |
| 21 | Флаг Кыргызстана | ПЗ      | Эрмек Кенжебаев    |  |
| 22 | Флаг Кыргызстана | ПЗ      | Темирболот Тапаев  |  |
| 23 | Флаг Кыргызстана | ПЗ      | Ислам Юнусов       |  |
| 31 | Флаг Кыргызстана | Защ     | Александр Мищенко  |  |
| 44 | Флаг Кыргызстана | Защ     | Саид Дациев        |  |
| 55 | Флаг Украины     | ПЗ      | Алексей Лобов      |  |
| 66 | Флаг России      | Защ     | Игорь Губанов      |  |
| 84 | Флаг Кыргызстана | Вр      | Валерий Кашуба     |  |
| 88 | Флаг Кыргызстана | Защ     | Максим Дуванаев    |  |
| 90 | Флаг Кыргызстана | Защ     | Андрей Хрипков     |  |
| 98 | Флаг Кыргызстана | Нап     | Марлен Мурзахматов |  |

### Тренерский штаб
| Должность                     | Имя            |
| ----------------------------- | -------------- |
| Главный тренер                | Владимир Сало  |
| Ассистент тренера по вратарям | Валерий Кашуба |

## Все тренеры
- Муратбек Джанузакович Дуйшеналиев (1997—1999)
- Турде Каппарович Андабеков (2000)
- Александр Канцуров (2000)
- Ниязбек Аскарович Алиев (2001)
- Михаил Тягусов (2002)
- Борис Подкорытов (2003—2004)
- Михаил Тягусов (2005)
- Борис Подкорытов (2006—2007)
- Сергей Дворянков (2008—2013)
- Завиша Милосавлевич (2014—2015)
- Анарбек Ормомбеков (октябрь 2015 — июнь 2016)
- Руслан Сыдыков (июнь 2016 — июнь 2017)
- Александр Крестинин (июнь 2017—2021)
- Мурат Джумакеев (2021)
- Сергей Арсланов (2022)
- Закир Джалилов (2022—2023)
- Максим Лисицын (2023—2024)
- Владимир Сало (2024 — н.в.)

## Фарм-клубы
В разное время фарм-клубами «Дордоя» были выступавшие в Высшей лиге «Мурас-Спорт» (2006), «Плаза» (2008—2009), «Ала-Тоо» (2012—2016). В Первой лиге регулярно выступает «Дордой»-2, не раз становившийся победителем турнира.
Также в этом турнире принимали участие другие фарм-клубы — обычно юношеские команды с уточнением по году рождения: «Дордой»-94, «Дордой»-99 и «Дордой»-2000. В 2017 команда стала чемпионом 1 Лиги, в 2018 бронзовыми призёрами.
На 2024 год «Дордой-2» под руководством Михаила Буглака и Давида Тетте выступает в чемпионате дублеров.

## Последние результаты
| Сезон | Див. | Место | Кубок      |      | Сезон | Див. | Место      | Кубок |
| ----- | ---- | ----- | ---------- | ---- | ----- | ---- | ---------- | ----- |
| 1999  | I    | 5     | 1/8 финала | 2013 | I     | 2    | Финалист   |       |
| 2000  | I    | 6     | 1/8 финала | 2014 | I     | 1    | Победитель |       |
| 2001  | I    | 3     |            | 2015 | I     | 2    | 1/2 финала |       |
| 2002  | I    | 3     | 1/2 финала | 2016 | I     | 2    | Победитель |       |
| 2003  | I    | 3     | 1/2 финала | 2017 | I     | 3    | Победитель |       |
| 2004  | I    | 1     | Победитель | 2018 | I     | 1    | Победитель |       |
| 2005  | I    | 1     | Победитель | 2019 | I     | 1    | Финалист   |       |
| 2006  | I    | 1     | Победитель | 2020 | I     | 1    |            |       |
| 2007  | I    | 1     | 1/4 финала | 2021 | I     | 1    | 1/2 финала |       |
| 2008  | I    | 1     | Победитель | 2022 | I     | 4    | 1/8 финала |       |
| 2009  | I    | 1     | 1/8 финала | 2023 | I     | 3    | 1/4 финала |       |
| 2010  | I    | 2     | Финалист   | 2024 | I     | 2    | 1/4 финала |       |
| 2011  | I    | 1     | 1/2 финала | 2025 | I     |      |            |       |
| 2012  | I    | 1     | Победитель | 2026 | I     |      |            |       |